# 프리드리히 드 라 모테 푸케

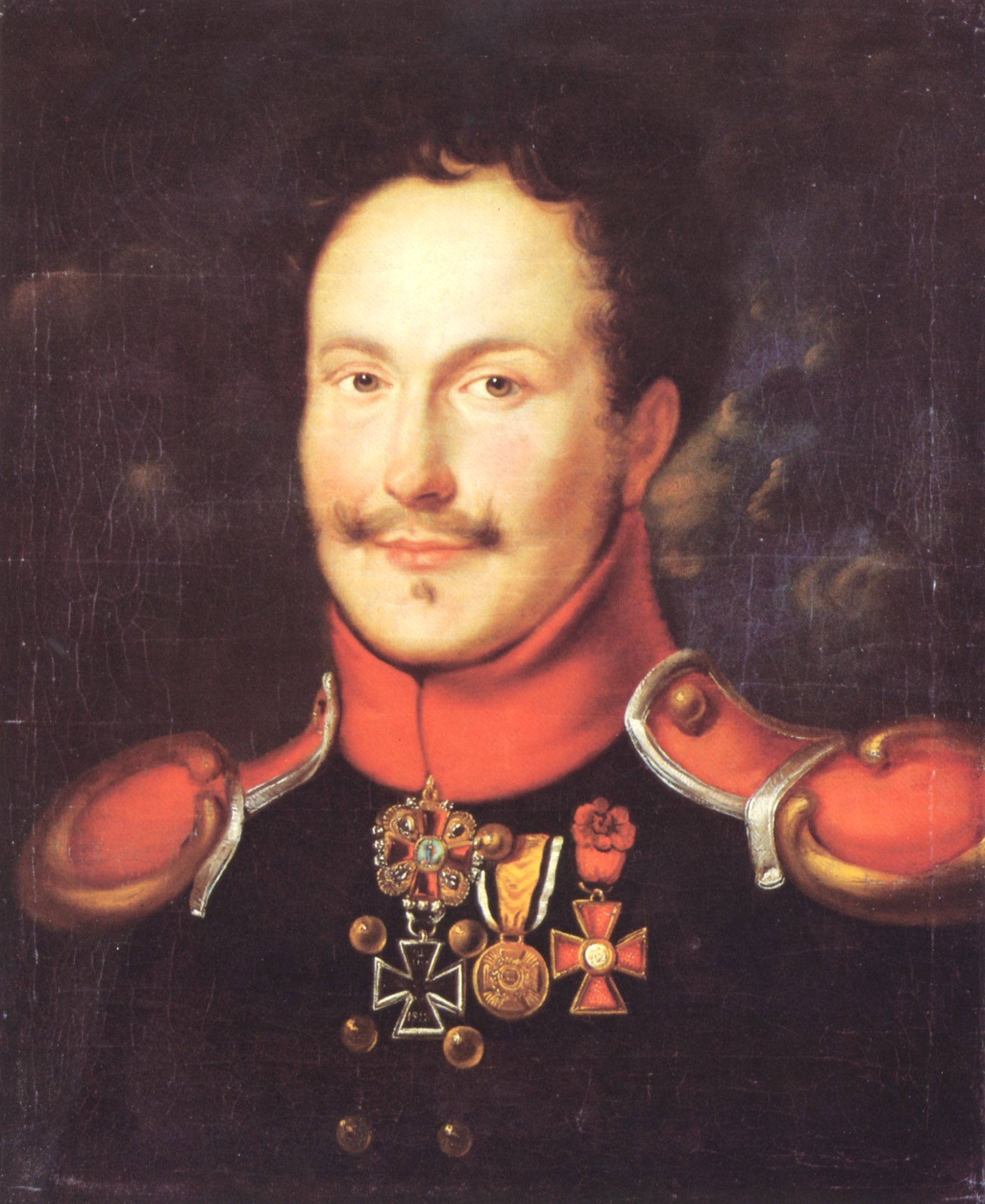

프리드리히 드 라 모테 푸케(Friedrich de la Motte Fouqué, 본명: Friedrich Heinrich Karl de la Motte, Baron Fouqué, 1777년 2월 12일 ~ 1843년 1월 23일)는 독일의 로맨틱 스타일 작가이다.

## 생애
푸케는 1777년 하벨 강가의 브란덴부르크에서 태어나 1843년 베를린에서 사망했다. 프리드리히 하인리히 칼 드 라 모테 푸케 남작(Friedrich Heinrich Karl Baron de la Motte Fouqué)이라는 독일 세례명과 드 생 쉬렝 남작, 드 라 그레브 영주(Baron de Saint-Surin, Seigneur de la Greve)라는 프랑스 세례명을 가진 그는 프로이센 국민이었으나 조상은 프랑스 귀족이었다.
그의 이름 프리드리히는 대부였던 프로이센의 프리드리히 대왕에게서 따온 것이다. 프리드리히 대왕이 그의 대부가 된 것은 조부의 덕분이라고 할 수 있다. 푸케의 조부 하인리히 아우구스트 드 라 모테 푸케(1698~1774)는 프로이센의 프리드리히 대왕으로부터 육군 중장에 임명되고 검은 독수리 훈장을 받았다. 이러한 조부의 영향으로 아주 어린 시절 군에 입대한 푸케는 이미 1794년, 17세에 최연소 사관후보생으로서 라인 전쟁에 참가했고, 이후 아셔레벤에서 바이마르 대공의 장교를 지냈다.
1798년에 마리아네 폰 슈배르트와 결혼했으나 1802년 이혼, 1803년 세 자녀를 둔 미망인 카롤리네 필리피네 폰 로호(결혼 전 성은 폰 브리스트, 1773~1831)와 재혼했다. 그녀는 영지를 소유한 폰 브리스트 가문의 상속녀였다. 전 남편인 폰 로호는 그녀와 이혼 수속 중 노름 빚 때문에 자살했다. 카롤리네와 결혼 후 푸케는 베를린과 아내의 영지인 넨하우젠에 거주했다. 1803년에는 두 사람 사이에서 딸 마리 루이제 카롤리네 드 라 모테 푸케(1803~1864)가 태어났다. 푸케의 결혼 생활은 평탄했고, 넨하우젠 성은 낭만주의 작가들의 중심지가 되었다. 아내 카롤리네 역시 낭만주의 독일 여성 작가 중의 한 명으로 남편과 함께 문학적 명성을 누렸다.
푸케는 처음에는 펠레그린(Pellegrin)이라는 필명으로 작품을 발표했다. 북유럽의 전설, 중세 프랑스의 기사 이야기를 중심으로 환상적인 세계를 그려 낸 그의 초기 작품들은 소재와 서술 기법에서 이미 훗날 그의 작품을 결정하는 모든 요소를 담고 있었다. 1808년부터 1820년까지 약 10여 년 동안 푸케는 삶에서 또 작가로서 최고의 전성기를 누렸다. 특히 1811년 발표된 ≪운디네≫는 환상적 요소와 동화적 색채를 띤 소설로서 독일 내에서뿐만 아니라 외국에서까지 푸케의 이름을 알리게 했다. 하이네는 푸케가 낭만주의 서사 작가들 중 유일하게 모든 대중을 감동시킨 작품을 썼다고 평했고, 아이헨도르프는 푸케가 대중에게는 낭만주의의 중심인물로 인식된다고 언급했다. 낭만주의 작가인 슐레겔 형제, 장 파울, 에른스트 호프만 역시 그를 칭찬했다. 그러나 푸케의 인기는 그리 길지 않았다.
≪운디네≫로 커다란 성공을 거두었지만 이후 반복되는 기사 이야기에 독자들은 진저리를 냈다. 1818년 뇌졸중으로 쓰러진 이후에도 유사한 소재의 글을 계속 발표했다. 그는 대중의 취향에 부합하는 보잘것없는 글을 쓰는 작가로 치부되었고, 통속소설 작가의 전형으로 평가되었다. 한때 그를 칭찬했던 프리드리히 슐레겔은 그와 거리를 두었고, 아이헨도르프는 푸케를 “낭만주의의 돈키호테”라고 비꼬았다. ≪운디네≫에 대해서 대단한 찬사를 퍼부었던 하이네도 푸케의 후기 작품에 대해 “짜증스럽다”고 표현했다.
1831년 두 번째 아내 카롤리네가 사망한 뒤, 55세의 푸케는 딸 마리를 돌보던 알베르티네 토데와 결혼했다. 여전히 넨하우젠 성에 거주하던 그는 카롤리네가 첫 번째 결혼해 나은 아들 테오도르에 의해 넨하우젠에서 추방당한 뒤, 할레로 이주해 9년간 그곳에 머물렀다. 푸케의 젊은 날의 친구이자 훗날 프로이센의 왕이 된 프리드리히 빌헬름 4세는 1841년 푸케를 베를린으로 불러들이고 연금을 올려 주었다. 이후 오늘날에는 라인하르트슈트라세가 된 칼슈트라세에서 그는 세 번째 아내인 알베르티네, 아들 칼 프리드리히 빌헬름 그리고 장모와 함께 살았다.
1843년 푸케는 베를린 자택의 계단에서 심장마비로 쓰러졌다. 사람들이 그를 침대에 눕혔으나 그는 더 이상 말을 하지 못했다. 마치 죽음을 미리 예견이나 한 듯, 1월 21일 아침 푸케는 일기에 이렇게 적었다. “만세, 주님이 내 곁에 계신 것만 같다. 그러나 죽음 또한 가까이 있는 것 같다. 하지만 주님이 훨씬 더 가까이 계신다.”
그렇게 1843년 1월 23일 낭만주의 작가 푸케는 사망했다. 1월 26일 그는 베를린의 무덤에 안장되었다. 오늘날 푸케는 독자의 기억 속에서 사라졌고, ≪운디네≫를 제외한 거의 모든 작품이 잊혀졌지만, 푸케는 많은 작가와 음악가들에게 영감을 주었다. 그의 시들은 85명의 작곡가들에 의해 140곡의 노래로 남겨졌다. 가곡의 왕이라 불리는 슈베르트도 푸케의 시 중 6편에 곡을 붙였다.
푸케는 세 번 결혼해서 세 자녀를 얻었다. 딸은 태어난 지 얼마 되지 않아 사망했다. 아버지의 이름을 그대로 물려받은 첫째 아들 프리드리히는 처음에는 군인이 되었다가, 나중에는 작곡가가 되어 몇몇 작품을 남기고 1874년 후손 없이 사망했다. 푸케가 사망하고 6일이 지난 뒤에 태어난 둘째 아들 발데마르는 5명의 아이를 얻었고, 이 자녀들의 후손 중 한 명이 현재 함부르크에 살고 있다.